# Novo Pračno
Novo Pračno is een plaats in de gemeente Sisak in de Kroatische provincie Sisak-Moslavina. De plaats telt 465 inwoners (2001).